# 王立任
王立任（1969年6月11日—），臺灣臺中市政治人物，現任民主進步黨籍臺中市議會議員，臺中市議會民進黨黨團總召。

## 2018年遞補當選
2018年原為落選頭，但因該屆選舉無黨籍議員尤碧鈴的樁腳蔡金華於選舉期間，以每票500元於沙鹿區清泉里附近賄選遭檢方起訴，王立任進而對尤碧鈴提出民事的當選無效之訴。臺中地方法院一審認為，蔡男賄選一事「不違背」尤碧鈴本意，判決尤當選無效。尤碧鈴不服提起上訴，但經臺中高院審理後，合議庭於2019年12月31日宣判全案駁回，尤碧鈴當選無效定讞並遭解職。王立任隨即在2020年1月17日遞補為第三屆臺中市議員。

## 發言爭議
2025年7月表態「支持核三重啟支持度最高的縣市設置核廢料最終處置場」。王立任說，2013年2月25日，時任行政院院長江宜樺一度宣布由公民投票決定核四是否要商轉，但直至江宜樺卸任仍未舉辦。當年如若辦公投，相信贊成核四商轉的會是多數，因為「核電廠蓋在別人家，發的電我在用」，這真的是天上掉下來的禮物。
他說，所以當年就提出「共同決定(表決)共同承擔」，如果公投通過，貢寮的民眾已承擔核電廠的風險，那麼覺得核電便宜又安全的人也應該一起承擔用核發電的核廢料，核廢料就優先放在支持度最高的縣市，然後政府應該用最安全而且最高規格的方式及無上限的預算建置「核廢料處置場(公園化應該也不錯)」，這很公平，因為如果你不想核廢料放你家旁邊，大可投反對商轉，如果沒超過50%，那就不會有核廢料。
王立任指出，當年執政者是不可能答應這樣的建議，公投也不會有但書，不過現在或許可以解決核廢料的問題了，如果高階核廢料最終處置場可以找到願意接受的縣市，他也會尊重公投的結果，哪怕是未來要蓋核五或核六，哪裡支持度高，就蓋在那裡。

## 選舉紀錄
| 年度 | 選舉屆數             | 選舉區           | 所屬政黨   | 得票數 | 得票率 | 當選標記 | 備註 |
| ---- | -------------------- | ---------------- | ---------- | ------ | ------ | -------- | ---- |
| 2010 | 第一屆臺中市議員選舉 | 臺中市第二選舉區 | 民主進步黨 | 12,316 | 9.78%  |          |      |
| 2014 | 第二屆臺中市議員選舉 | 臺中市第二選舉區 | 民主進步黨 | 16,562 | 12.73% |          |      |
| 2018 | 第三屆臺中市議員選舉 | 臺中市第二選舉區 | 民主進步黨 | 14,616 | 11.59% | 遞補當選 |      |
| 2022 | 第四屆臺中市議員選舉 | 臺中市第二選舉區 | 民主進步黨 | 16,777 | 13.81% |          |      |

## 外部連結
- 王立任議員簡介 （页面存档备份，存于）
- Facebook粉絲專頁-王立任-任真打拚
- YouTube官方頻道-王立任-文青代議士的幹話日常
- Threads-王立任@wuchi0231

1. ↑  .   [2020-01-25]. （原始内容存档于2020-01-18）.
2. ↑  . liff.line.me.   [2025-07-28].